# Zaklinacz dusz sezon 3
Ten artykuł zawiera streszczenia, a także informacje o odcinkach trzeciego sezonu serialu Zaklinacz dusz. Pierwsza emisja w USA odbyła się 28 września 2007, ostatnia drugiego sezonu 16 maja 2008. Sezon został skrócony do 18 z planowanych 22 odcinków z powodu Strajku scenarzystów w Stanach Zjednoczonych
| N/o | #  | Tytuł                        | Tytuł polski                          | Reżyseria           | Scenariusz                      | Premiera             | Premiera w Polsce (FOX Life) |
| --- | -- | ---------------------------- | ------------------------------------- | ------------------- | ------------------------------- | -------------------- | ---------------------------- |
| 45 | 1  | The Underneath               | Podziemie                             | John Gray           | John Gray                       | 28 września 2007     | 13 maja 2008                 |
| W sklepie Melindy pojawia się Jennifer, która zamierza chce sprzedać rzeczy nieżyjących rodziców. Niespodziewanie Melinda dowiaduje się, że jej matka była zamieszana w śmierć człowieka, którego duch ją nawiedza.                                                                                          |    |                              |                                       |                     |                                 |                      |                              |
| 46 | 2  | Don't Try This At Home       | Nie próbuj tego w domu                | Ian Sander          | Teddy Tenenbaum Laurie McCarthy | 5 października 2007  | 20 maja 2008                 |
| Melinda pomaga grupie studentek, które są prześladowane przez ducha zmarłej koleżanki. Zjawa Rachel jest przekonana, że jest duchem z popularnej opowieści o "Krwawej Mary" - pogrzebanej żywcem dziewczynie, która ukazuje się w lustrze.                                                                   |    |                              |                                       |                     |                                 |                      |                              |
| 47 | 3  | Haunted Hero                 | Nawiedzony bohater                    | Eric Laneuville     | Breen Frazier Karl Schaefer     | 12 października 2007 | 27 maja 2008                 |
| Ze służby w Iraku powraca przyjaciel Jima, cierpiący na amnezję Matt. Podczas misji zginęli wszyscy jego koledzy z jednostki. Aby pomóc Mattowi odzyskać pamięć, Melinda próbuje się skontaktować z jego zmarłymi towarzyszami.                                                                              |    |                              |                                       |                     |                                 |                      |                              |
| 48 | 4  | No Safe Place                | Obsesja                               | Peter O'Fallon      | Jeannine Renshaw                | 19 października 2007 | 3 czerwca 2008               |
| Melinda chce pomóc duchowi kobiety, który nie zamierza odejść, dopóki odpowiedzialny za jej śmierć nie okaże skruchy. Kobieta próbuje skłonić winnego do przeprosin, on jednak zaczyna prześladować Melindę i jej bliskich.                                                                                  |    |                              |                                       |                     |                                 |                      |                              |
| 49 | 5  | Weight Of What Was           | Ciężar przeszłości                    | Gloria Muzio        | P.K. Simonds                    | 26 października 2007 | 10 czerwca 2008              |
| Gabriel przyrodni brat Melindy nakłania ją, aby odnalazła ich ojca i pomogła mu przekazać pewną wiadomość. Tymczasem Melinda odkrywa podziemny świat Grandview zamieszkany przez duchy, które nie zawsze są przyjazne...                                                                                     |    |                              |                                       |                     |                                 |                      |                              |
| 50 | 6  | Double Exposure              | Podwójna odsłona                      | Eric Laneuville     | Laurie McCarthy                 | 2 listopada 2007     | 17 czerwca 2008              |
| Payne i Melinda spotykają się z profesor z Uniwersytetu Rockland, która ma romans z jednym ze studentów. Sprawa nabiera tempa, kiedy okazuje się, że chłopak niedawno zginął tragicznie w niewyjaśnionych okolicznościach.                                                                                   |    |                              |                                       |                     |                                 |                      |                              |
| 51 | 7  | Unhappy Medium               | Nieszczęśliwe Medium                  | Frederick E.O. Toye | Breen Frazier                   | 9 listopada 2007     | 24 czerwca 2008              |
| Mieszkańcy miasteczka Grandview są zszokowani zaginięciem młodej dziewczyny, która była znana w popularnych kręgach towarzyskich miasteczka. Melinda podejmuje się śledztwa. |    |                              |                                       |                     |                                 |                      |                              |
| 52 | 8  | Bad Blood                    | Zła krew                              | Peter Werner        | Teddy Tenenbaum                 | 16 listopada 2007    | 1 lipca 2008                 |
| Melinda pomaga duchowi Elizabeth, która pragnie by jej rodzina pogodziła się z jej odejściem i zaczęła wszystko na nowo. Niestety para duchów-kochanków udaremnia jej to. |    |                              |                                       |                     |                                 |                      |                              |
| 53 | 9  | All Ghosts Lead to Grandview | Wszystkie drogi prowadzą do Grandview | Frederick E.O. Toye | P.K. Simonds Laurie McCarthy    | 23 listopada 2007    | 8 lipca 2008                 |
| Melinda i Jim opiekują się małą Beccą. Okazuje się, że jest ona obdarzona darem widzenia duchów. Melinda przypomina sobie, jak wyglądało jej dzieciństwo. Stara się pomóc dziewczynce i jej rodzicom w zrozumieniu jej niezwykłych umiejętności.                                                             |    |                              |                                       |                     |                                 |                      |                              |
| 54 | 10 | Holiday Spirit               | Duch Świąt                            | Steven Robman       | Jeannine Renshaw                | 14 grudnia 2007      | 15 lipca 2008                |
| Melinda spotyka kilkuletniego Rileya, którego ojciec zaniedbuje rodzinę. Przy chłopcu krąży duch, który uważa się za Świętego Mikołaja. |    |                              |                                       |                     |                                 |                      |                              |
| 55 | 11 | Slam również: Slambook       | Szkolne plotki                        | Mark Rosman         | Karl Schaefer Daniel Sinclair   | 11 stycznia 2008     | 22 lipca 2008                |
| Melinda zostaje zaproszona na mecz koszykówki w szkole Neda. Chłopiec opowiada o dziewnych zdarzeniach, do których doszło w budynku. Medium odkrywa ducha w sali gimnastycznej. Okazuje się, że aby dowiedzieć się, czemu miejsce jest nawiedzona, Melinda musi poznać plotki i historie szkolnych romansów. |    |                              |                                       |                     |                                 |                      |                              |
| 56 | 12 | First Do No Harm             | Po pierwsze nie szkodzić              | Ian Sander          | John Gray                       | 18 stycznia 2008     | 29 lipca 2009                |
| Melinda pomaga duchowi, który obwinia byłą Panią doktor za swoją śmierć. |    |                              |                                       |                     |                                 |                      |                              |
| 57 | 13 | Home But Not Alone           | Nie sami w domu                       | Eric Laneuville     | P.K. Simonds Laurie McCarthy    | 4 kwietnia 2008      | 5 sierpnia 2008              |
| Ned spotyka się z Lisą. W otoczeniu dziewczyny zachodzą dziwne zjawiska. Poproszona o pomoc Melinda uważa, że to zmarły ojciec odwiedza swoje dzieci. Medium odkrywa zaskakujące fakty z życia Lisy. Postanawia połączyć jej rodzinę.                                                                        |    |                              |                                       |                     |                                 |                      |                              |
| 58 | 14 | The Gravesitter              | Tajemnice podziemia                   | Frederick E.O. Toye | John Gray                       | 11 kwietnia 2008     | 12 sierpnia 2008             |
| Umierający właściciel bloga prosi Melindę o pomoc. Chce po śmierci odnaleźć osobę, która już nie żyje. |    |                              |                                       |                     |                                 |                      |                              |
| 59 | 15 | Horror Show                  | Horrory                               | Ian Sander          | Jeannine Renshaw                | 25 kwietnia 2008     | 19 sierpnia 2008             |
| Melinda pomaga nawiedzanej przez bohaterów horrorów studentce. |    |                              |                                       |                     |                                 |                      |                              |
| 60 | 16 | Deadbeat Dads                | Nieobecni tatusiowie                  | Gloria Muzio        | Mark B. Perry                   | 2 maja 2008          | 26 sierpnia 2008             |
| Payne dowiaduje się, że jest ojcem. Melinda, za namową jego zmarłej żony, dowiaduje się prawdy o rzekomym ojcostwie. |    |                              |                                       |                     |                                 |                      |                              |
| 61 | 17 | Stranglehold część 1         | W pogoni za sprawiedliwością          | Eric Laneuville     | Laurie McCarthy P.K. Simonds    | 9 maja 2008          | 2 września 2008              |
| Melinda próbuję dowiedzieć się prawdy o swoim ojcu. Mężczyzna w masce pokazuje jej się we śnie. Jest to mężczyzna, którego kiedyś przed laty ojciec wsadził do więzienia. Ważną rolę w tym wszystkim odgrywa chłopak, który zginął i za którego poszedł siedzieć ów mężczyzna.                               |    |                              |                                       |                     |                                 |                      |                              |
| 62 | 18 | Pater Familias część 2       | Głowa rodziny                         | John Gray           | John Gray                       | 16 maja 2008         | 9 września 2008              |
| Duch w masce przychodzi do Melindy częściej,niż przedtem, tym samym doprowadza ją do prawdy o ojcu. Dzięki temu Melinda pogodzi się nie tylko z przeszłością i nagłym zniknięciem ojca ale i matką. |    |                              |                                       |                     |                                 |                      |                              |